# Arroyo de En Medio
Arroyo de En Medio är en ort i Mexiko.   Den ligger i kommunen Axtla de Terrazas och delstaten San Luis Potosí, i den centrala delen av landet, 230 km norr om huvudstaden Mexico City. Arroyo de En Medio ligger 82 meter över havet och antalet invånare är 356.
Terrängen runt Arroyo de En Medio är kuperad åt sydväst, men åt nordost är den platt. Runt Arroyo de En Medio är det ganska tätbefolkat, med 100 invånare per kvadratkilometer. Närmaste större samhälle är Villa Terrazas, 2,5 km söder om Arroyo de En Medio. I omgivningarna runt Arroyo de En Medio växer huvudsakligen savannskog.